# Etnoestado branco
Um etnostado branco é um tipo de Estado proposto no qual a residência ou cidadania seria limitada a pessoas brancas e excluiria aqueles considerados não brancos, como negros, hispânicos não brancos, judeus, etc. Nos Estados Unidos, a ideia de criar tais estados é avançada pela supremacia branca/nacionalista e facções separatistas brancas, como Ku Klux Klansmen, neonazistas, skinhead nazista e a direita alternativa, seja através da reivindicação de que uma uma parte ou todo o país deve ter uma maioria branca.
Historicamente, a Austrália tentou estabelecer um Estado exclusivamente para brancos por meio da restrição da imigração de não brancos e da assimilação de aborígines em sua política da Austrália Branca. A África do Sul da era do apartheid tentou fazer isso empurrando a população não branca em áreas conhecidas como bantustões, por vários meios, incluindo deportações e segregação racial, com o objetivo de estabelecer Estados separados a partir das áreas etnicamente limpas resultantes, a maior das quais seria um Estado branco.

## Etnoestados brancos propostos

### América do Norte
Historicamente, assim como nos tempos modernos, o Noroeste Pacífico (Washington, Oregon, Idaho e uma parte de Montana) foi proposto por muitos supremacistas brancos como um local para o estabelecimento de um etnostado branco. A chamada Northwest Territorial Imperative foi promovido por Richard Girnt Butler, Robert Jay Mathews, David Lane e Harold Covington, a organização terrorista The Order, a organização neonazista Identidade Cristã, Aryan Nations, o white skinhead Volksfront e a Northwest Front, entre outros. A Northwest Territorial Imperative também tem uma sobreposição com o movimento de independência de Cascadia, que também busca criar uma república independente entre o Noroeste e partes do Norte da Califórnia nos Estados Unidos e da Colúmbia Britânica no Canadá. Alguns na extrema-direita usam o termo Reduto Americano para descrever uma migração semelhante para o noroeste dos Estados Unidos. Além disso, outras áreas têm procurado como locais para um potencial etnoestado branco por certos grupos, mais notavelmente a região Sul e o autoproclamada "Liga Nacionalista do Sul" (LS), dada a história de secessão da região e sendo outrora uma nação independente conhecida como os Estados Confederados da América (1861-1865). Outro exemplo é a Shield Wall Network (SWN) de Billy Roper, uma organização neonazista localizada em Mountain View, Arkansas, que busca construir um "etnoestado branco" na região de Ozark e é afiliada a outros grupos separatistas, como Ku Klux Klan (KKK) Knights Party localizado perto de Harrison, Arkansas, Liga do Sul (LS) e o Movimento Nacional Socialista (MNS) da agora extinta Frente Nacionalista. Por outro lado, os Ozarks têm sido um "viveiro" para adeptos do movimento da Identidade Cristã, incluindo a Igreja de Israel e vários membros do movimento Patriota Cristão que montaram campos de treinamento paramilitar para se preparar para o "Armagedom que se aproxima". A extinta organização neonazista Traditionalist Workers Party (TWP) liderada por Matthew Heimbach também buscou criar um etnoestado branco chamado "Avalon", construído sobre os princípios ideológicos do nazismo, várias vertentes do fascismo europeu, como o legionarismo, o fascismo britânico e a ortodoxia oriental.

### África do Sul
Após o fim do apartheid, algumas organizações nacionalistas africânderes, incluindo o Movimento de Resistência Africâner, começaram a promover a ideia de um Volkstaat que seria criado na região do Cabo Ocidental.

## Tentativas históricas de criar um etnoestado branco

### África do Sul
Durante a era do apartheid, o governo sul-africano, liderado pelo Partido Nacional, tentou transformar a África do Sul em um Estado somente para brancos, forçando milhões de negros a se mudarem para os bantustões. Após o apartheid, alguns grupos africânderes, como o Movimento de Resistência Africâner (AWB) e Afrikaner Volksfront promoveram a ideia de um Volkstaat ou pátria apenas para africânderes. A cidade de Orânia, Cabo Setentrional, é uma manifestação da ideia Volkstaat.

### Austrália
Em 2013, o supremacista branco Craig Cobb tentou tomar posse da pequena cidade de Leith, Dacota do Norte, e transformá-la em um enclave neonazista; isto falhou devido ao comportamento violento de Cobb contra os residentes de Leith, o que o levou à prisão. Os eventos constituem a base do documentário Welcome to Leith. Os Estados Unidos também tinham ideias históricas nacionalistas brancas, na forma do Ato de Naturalização de 1790, que permitiria aos brancos solicitarem a cidadania se tivessem morado nos Estados Unidos por dois anos sem violar nenhuma lei. Cidadãos não brancos a partir do Johnson-Reed Act em 1924 foram autorizados a imigrar para os Estados Unidos após uma cota de 2% do número de pessoas da sua raça que viviam na América em 1890. A Lei McCarren-Walter de 1952 revisou a lei anterior de 1924 e diminuiu a porcentagem de pessoas que iam para os Estados Unidos. Também removeu a proibição de imigração da Ásia. A discriminação na imigração só terminou legalmente através da Lei de Imigração e Nacionalidade de 1965.

### Alemanha nazista
O plano de Adolf Hitler era criar um superestado nórdico/ariano que governaria a maior parte da Europa, dominaria sua paisagem geopolítica e erradicaria todos os que não fossem considerados "puros" pelos nazistas. O objetivo da Alemanha nazista era transformar uma grande parte da Europa central e do Leste Europeu em uma pátria "ariana", purificando sua população por meio do genocídio e deportação em massa de não arianos, como judeus, eslavos (ou seja, polacos, russos, sérvios, ucranianos), ciganos, homossexuais, etc.

### Rodésia
Em 1965, o então primeiro-ministro Ian Smith declarou a independência da Rodésia para impedir que os negros governassem o país e preservar a cultura colonial branca.